# 勝呂村
勝呂村（すぐろむら）は、埼玉県入間郡に存在した村。
村名の由来は、平安時代よりこの辺りに「勝呂郷」があったということによる。

## 地理
- 現在の坂戸市の北東部に位置し、村の北の境から東の境にかけて越辺川が流れ、村の中央部には飯盛川、谷地川が流れる。越辺川と飯盛川の間の低地には田圃が広がり、村の南西方は主に畑作地である。
- 江戸時代の当時は川越児玉往還（川越道）の道中にあった所でもあり、当村内には石井宿、塚越宿の二宿を含んでいた。
- 現在の坂戸市石井、塚越、島田、赤尾、戸宮がほぼ旧村域にあたる。また鎌倉町、柳町、千代田においても一部がかつては当村域であった。

## 歴史
- 1889年（明治22年）4月1日 - 町村制施行により、石井村、塚越村、島田村、赤尾村の4か村が合併し、勝呂村が成立。
- 1942年（昭和17年） - 鶴ヶ島村の内、大字戸宮を当村に編入、5大字となる。
- 1951年（昭和26年） - 旧陸軍坂戸飛行場跡地に大字栄が成立し、6大字となる。
- 1954年（昭和29年）7月1日 - 坂戸町、入西村、大家村、三芳野村と合併し新たに坂戸町が成立、勝呂村は消滅。旧村域は「勝呂地区」と称される。